# خوانخو پوئیخ‌کوربه
خوانخو پوئیخ‌کوربه (کاتالونیایی: Juanjo Puigcorbé؛ زادهٔ ۲۲ ژوئیهٔ ۱۹۵۵) بازیگر اهل اسپانیا است. او در انتخابات شهرداری بارسلون در سال ۲۰۱۵ از جناح چپ جمهوری‌خواه کاتالونیا شرکت کرد و رتبه دوم را کسب کرد و اکنون از نمایندگان شورای شهر است.
از فیلم‌ها یا برنامه‌های تلویزیونی که وی در آن نقش داشته است، می‌توان به دهان‌به‌دهان، عشق می‌تواند به‌طور جدی به سلامت شما آسیب بزند، کیسه هوا، چشم غیرمسلح، همه مردها مثل هم هستند، به‌طور کاملاً اتفاقی، دل دیوانه و کارلوس، پادشاه امپراتور اشاره کرد.